# Hercegszántó
Hercegszántó (kroatisch: Santovo, serbisch: Сантово) ist eine Gemeinde im Kreis Baja in der Batschka, im Komitat Bács-Kiskun in der südwestlichen Großen Tiefebene (ungarisch Nagy-Alföld) in Ungarn.
Der Ort befindet sich am Dreiländereck Ungarn–Kroatien–Serbien. Unmittelbar hinter dem südlichen Ortsausgang befindet sich der Grenzübergang nach Serbien. Die nächsten größeren Orte sind Mohács, ca. 25 Kilometer westlich im Komitat Baranya gelegen, und Baja, 30 Kilometer nördlich, beide an der Donau gelegen.
Hercegszántó hat 1.906 Einwohner. Etwa 12 Prozent der Einwohner sind Kroaten, 4 Prozent Serben. Der berühmteste Sohn der Ortschaft war der ehemalige Fußballspieler Flórián Albert.

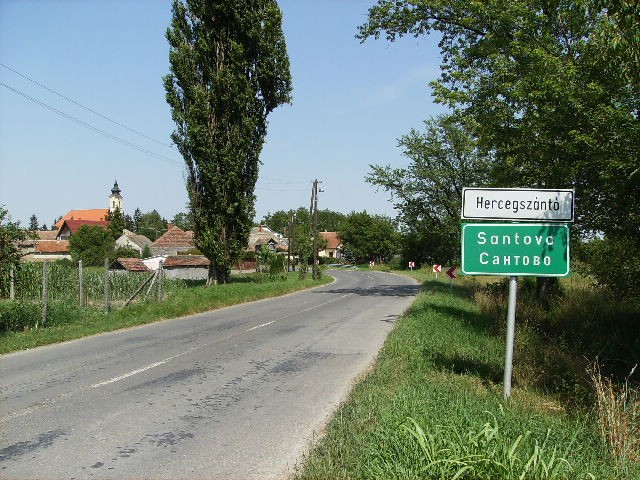
Ortseingang von Hercegszántó
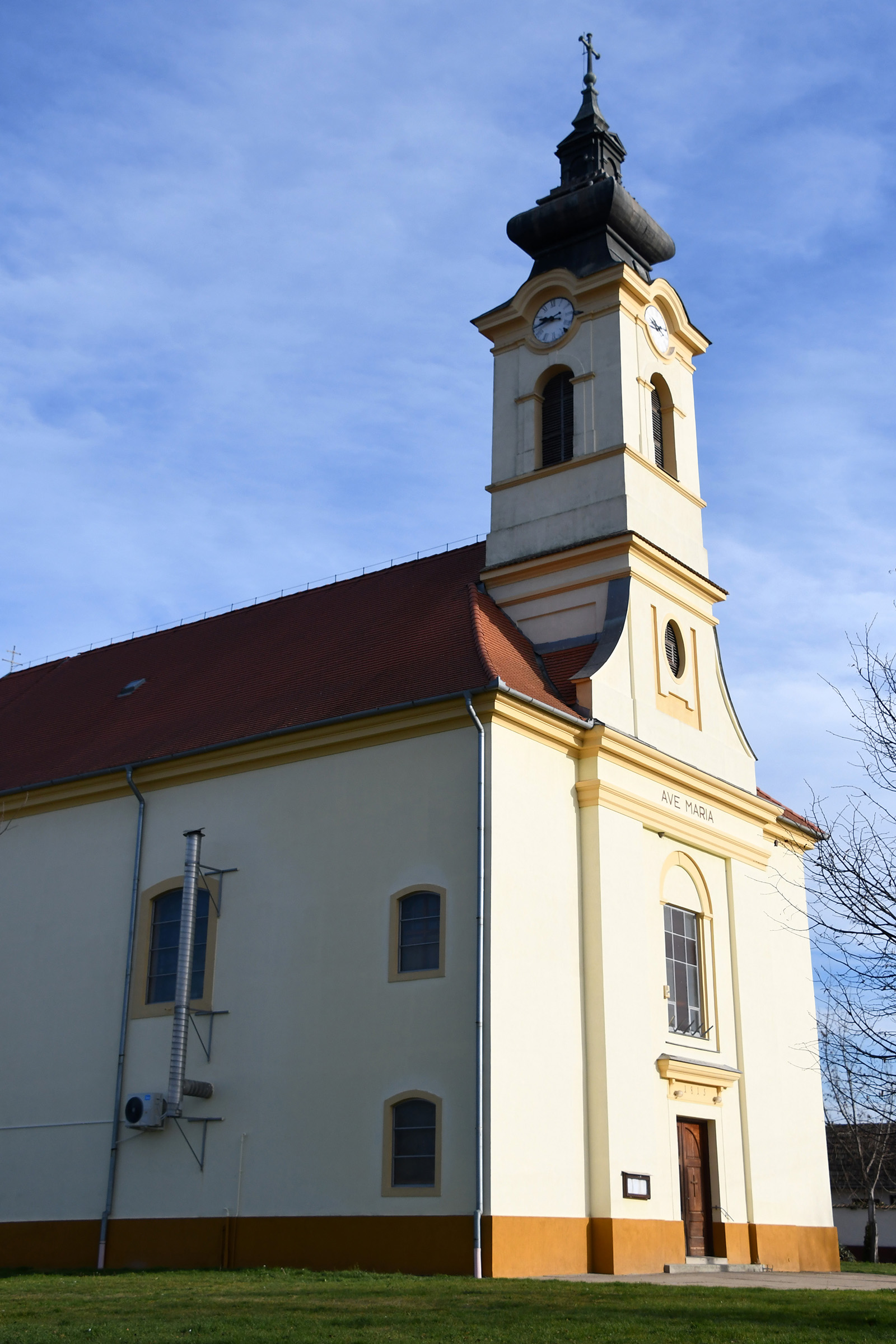
Röm.-kath. Kirche Nagyboldogasszony
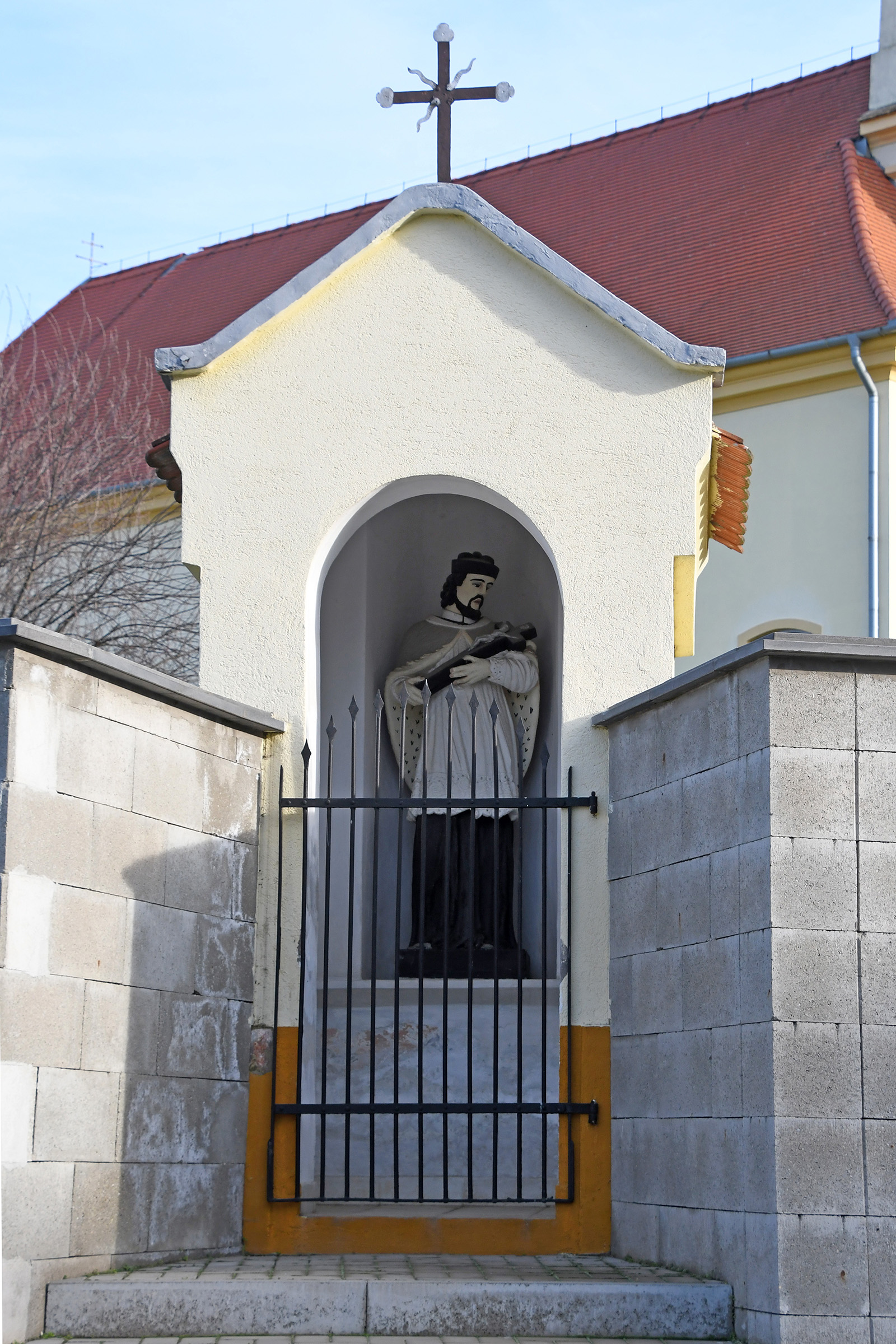
Nepomuki-Szent-János-Statue
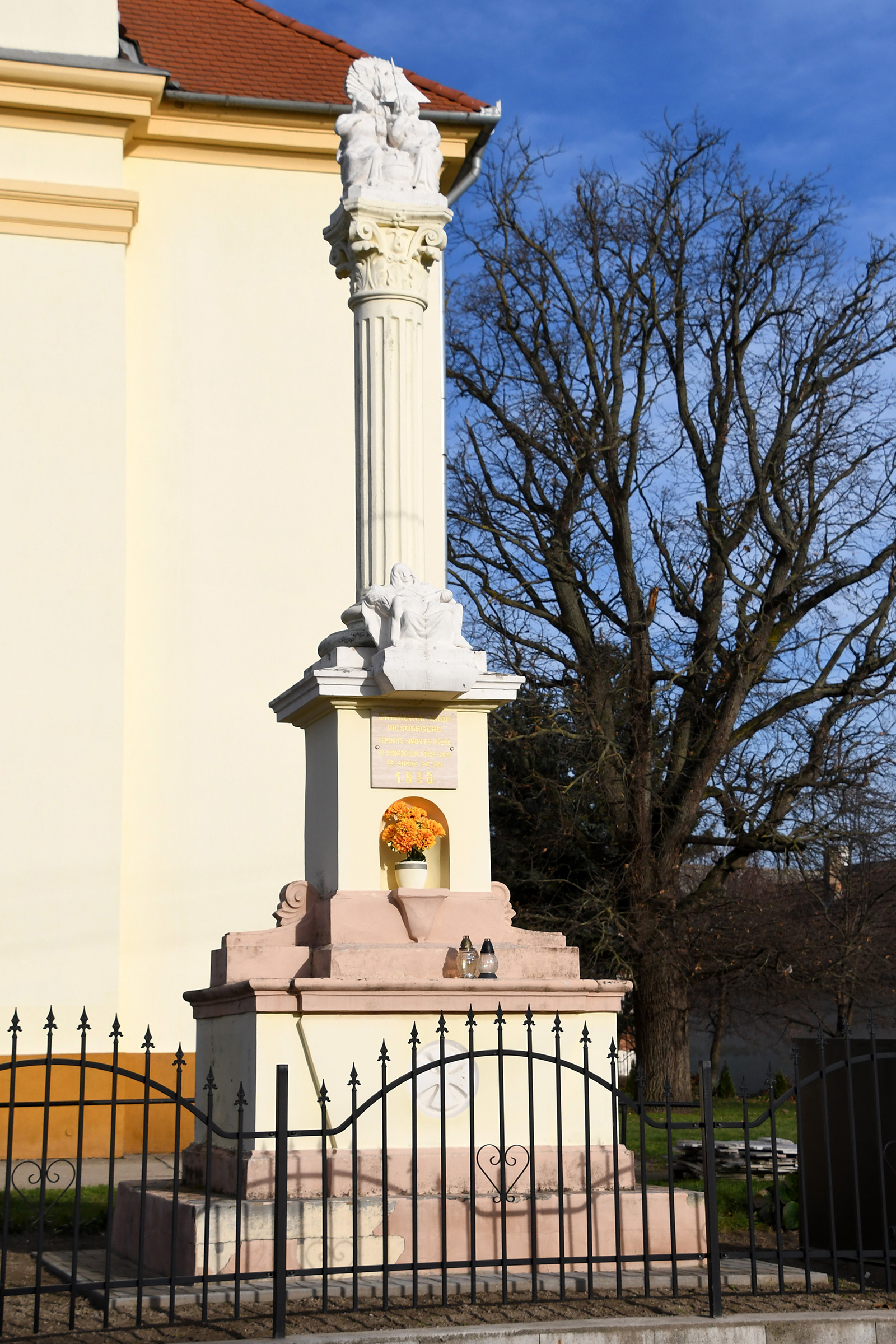
Szentháromság-Säule